# Lolland
Pour la commune homonyme, voir Lolland (commune).
Lolland (ou parfois Laaland) est une île danoise, située au sud de Seeland et faisant partie de l'aire  maritime Cattégat, Øresund et Belts. Une commune homonyme du Sjælland s'y trouve, à l'ouest.

## Description
Lolland (ou Laaland) est une île plate située au sud de l'île de Seeland en face du port allemand de Puttgarden (Femern Bælt). Elle est la quatrième île du Danemark en population (68 224 habitants). Sa superficie est de 1 243 km2.
Située à l'est de l'île de Langeland et à l'ouest de l'île de Falster, Lolland se situe dans la continuité du grand axe de trafic et de communication du Nord de l'Europe, selon une ligne Stockholm - Copenhague - Hambourg dont fait partie la route européenne E47. Lolland a des liaisons routières et ferroviaires vers les îles voisines de Falster et vers l'Allemagne (l'île de Fehmarn, reliée au continent) via un ferry.
Dévastée par un raz-de-marée au XIXe siècle, l'île trouve sa forme actuelle après la conquête d'un tiers de sa superficie sur la mer et la construction d'une digue. Ces grands travaux permettent la fondation d'un port moderne, Rødbyhavn, qui viendra prendre la succession du port d'origine désormais à l'intérieur des terres, Rødby (Rødbyhavn signifie en effet tout simplement le « port de Rødby »). Une grande gare de chemin de fer est implantée au même endroit. Rødbyhavn devient rapidement l'une des trois plus importantes gares de marchandises du pays.
Un certain nombre d'industries s'implantent alors dans l'île, notamment sucrières, et accélèrent le développement d'une région certes historique, mais assoupie depuis longtemps. Paradoxalement, c'est surtout la ville de Nakskov, à l'autre bout de l'île qui profitera de cette conjoncture favorable. La commune de Nakskov, au fond du fjord le plus méridional de Scandinavie, concentre en effet aujourd'hui environ un quart de la population de Lolland.
Au climat très doux de Lolland répond une certaine richesse historique et culturelle, une grande diversité de la faune et de la flore — qui en font une destination touristique encore relativement secrète quoique prisée depuis longtemps par les connaisseurs.

## Historique
Des fouilles archéologiques menées sur différentes tombes datant de l'âge du fer contiennent des artéfacts provenant d'échanges avec l'empire romain et démontre que Lolland a joué un rôle central dans les échanges commerciaux.
En 1920, la découverte et la fouille d'une sépulture datant du Ier siècle dévoile de nombreux artefacts en argent provenant d'Italie et qui prendra le nom d'un hameau de Lolland : Trésor de Hoby.

### Fouilles archéologiques
Au début des années 1990, lors de fouilles archéologiques au niveau de la pile du pont qui doit relier l'île de Lolland à l'Allemagne, les archéologues découvrent un chewing-gum vieux de 5 600 ans. Celui-ci est un petit morceau de goudron de bouleau, de la sève chauffée qui sert de colle et qu'on trouve dans la fabrication des pointes de flèche par exemple, mais que les archéologues ont déjà identifié comme étant utilisé comme du chewing-gum grâce à la présence de marques de dents de lait. Des chewing-gums plus anciens ont d'ailleurs déjà été retrouvés.
En 2019, il est analysé. La particularité de ce chewing-gum est qu'il contient encore des traces de l'ADN de la personne qui l'a mâché.
Le chewing-gum permet de révéler qu'il s'agissait d'une jeune fille qui a été surnommée Lola, à la peau sombre, aux cheveux foncés, aux yeux bleus. Elle avait mangé du canard et des noisettes. Des traces de renard interrogent et plusieurs hypothèses sont avancées : Lola avait peut-être mangé du renard, ou simplement mâchouillé des ligaments pour construire un outil, ou encore un renard a uriné dans la terre à proximité. L'analyse de bactéries dans sa salive a également permis d'établir que Lola avait de mauvaises dents, une maladie parodontale lui laissant vraisemblablement des douleurs, et justifiant éventuellement l'usage du chewing-gum pour ses propriétés antiseptiques. Enfin, elle était porteuse de bactéries Streptococcus pneumoniae, pathogène responsable de la pneumonie, et du virus d'Epstein-Barr.

## Transport
La route E47 part de Helsingborg, traverse le détroit de Guldborgsund entre Lolland et Falster via tunnel routier moderne, mais l'autoroute s'arrête à Rødbyhavn où un ferry transporte véhicules et trains jusqu'à Fehmarn. Ce ferry, utilisé depuis 1963, voit passer 6 trains de passagers par jour. Les trains de fret et trains de nuit ne l'empruntent toutefois pas ; ils font le détour par la liaison du Grand Belt, l'île de Fionie et la péninsule du Jutland.
Un projet prévoit de relier Lolland à Fehmarn par un futur tunnel immergé, le lien fixe du Fehmarn Belt.
Deux ponts plus anciens traversent également le détroit entre Lolland et Falster : le pont Frédéric IX et le pont de Guldborgsund au nord du détroit. Le pont Frédéric IX est également emprunté par le trafic ferroviaire en direction de Falster.